# Andamiro
Andamiro es una empresa con sede en Goyang, Corea del Sur, especializada en la fabricación y venta de piezas de nuevas para consolas de videojuegos de tipo "arcade". Actualmente está dirigida por Yong-Hwan Kim.
Diseña, fabrica y comercializa máquinas arcade comerciales, especialmente juegos de tipo ticket redemption (maquinas que dan boletos o premios), arcade de deportes, juegos de premio, simuladores de baile, y más 
Uno de sus productos más emblemáticos es PumpItUp, un exitoso simulador de ritmo y baile, lanzado en agosto de 1999 y muy popular a nivel mundial.
También ha producido máquinas como In the Groove 2, en colaboración con Roxor, y una variedad de juegos licenciados con marcas como Marvel, WWE, SpongeBob, Jurassic World, y deportes profesionales.
Presencia global
Andamiro opera una filial en Estados Unidos, Andamiro USA Corp., establecida en el 2000 y ubicada actualmente en Irving, Texas. A través de esta subsidiaria distribuye, arrienda y financia sus juegos en América del Norte, América Latina y más.
Más de 100 máquinas de Andamiro están instaladas en centros de entretenimiento, arcades, centros de diversión y salas de juego en todo el mundo
Principales líneas y productos
Pump It Up — Simulador de baile tipo "Dance Dance Revolution" con base de fanáticos globales.
Ticket Redemption y Prize Merchandisers — Máquinas de premios/tickets como Safe Cracker, Prize Pod, Spider‑Man Coin Pusher, SpongeBob Coaster, y otras licencias populares.
Juegos de deportes y video redemption, incluyendo franquicias como Basketball Pro, Avengers, WWE, Bobblehead Baseball, entre otros.

## Máquinas Arcade
- Winner's Wheel
- King of the Hammer
- Super Mashimaro
- Circle Circus
- Winning Shoot
- Dragon Punch
- Shoot it Up
- Hammer
- In the Groove 2
- Multi Net
- Bingo Show
- Sprinter World
- Last Call
- Pump It Up

- Datos: Q489566